# Lavigerie, Cantal

Lavigerie este o comună în departamentul Cantal, Franța. În 1 ianuarie 2022 avea o populație de 113 de locuitori.